# What's Left
What's Left è il secondo album (a distanza di tredici anni dal suo primo album) di Scotty Moore, pubblicato dalla Guiness Records nel 1977.

## Tracce
Lato A
1. Introduction – 3:14 (Scotty Moore)
2. Love My Baby – 3:59 (Junior Parker)
3. Raunchy – 2:33 (Bill Justis, Sid Manker)
4. Reconsider Baby – 3:27 (Lowell Fulson)
5. Scott Mo – 2:20 (Scotty Moore)

Durata totale: 15:33
Lato B
1. Keep Your Hands Off – 2:45 (Priscilla Bowman, Jay McShann)
2. Match Box – 2:39 (Carl Perkins)
3. Feelin' Good – 4:04 (Junior Parker)
4. Smokie Part II – 2:54 (Bill Black)
5. Tiger Man – 4:28 (Joe Hill Louis, Lewis Burns)

Durata totale: 16:50

## Musicisti
- Scotty Moore - chitarra
- Dave Kirby - chitarra
- Little Willie Rainford  - pianoforte, voce
- Weldon Myrick - chitarra steel
- Joe Allen - basso
- D.J. Fontana - batteria[1]